# Морской царь и Василиса Премудрая
«Морской царь и Василиса Премудрая» — сюжет восточнославянских народных сказок. По системе классификации сказочных сюжетов Aарне-Томпсона-Утера имеет индекс 313 «Чудесное бегство»: Юноша, обещанный чёрту (водяному царю, чародею), в назначенный срок является к нему, выполняет с помощью девушки (дочери водяного царя) трудные задания, бежит с нею; они превращаются в разных животных и предметы. — Сказки под номером 313A начинаются эпизодом: чёрт (водяной и др.) схватывает за бороду путника, который пытался напиться. Сказки типа 313В имеют такое начало: человек спасает птицу, она уносит его в заморское царство, дарит там ему чудесный ящичек, который он не должен открывать, нарушает запрет; сказки типа 313С заканчиваются эпизодом «Забытая невеста». Обычное начало сказок типа 313A, В, С — «Война птиц и зверей» или «Мышь и воробей».
Русских вариантов известно — 133, украинских — 59, белорусских — 18. Во втором томе сборника Александра Афанасьева «Народные русские сказки» имеют номера с 219 по 226. Печаталаcь как в сборниках русских сказок, так выпускалась в виде аудиосказок. Публиковалась в русских сборниках сказок в адаптации автора Ирины Карнауховой.
Сказка также имеет много версий среди народов Калмыкии, Эвенкии, Татарстана, а также Литвы, Эстонии, Финляндии.

## Сюжет из сборника А. Афанасьева
Некоторые варианты сказки в сборнике Н. А. Афанасьева записаны в Воронежской (219), Рязанской (220), Малороссии (223) и Тверской (225) губерниях.
Согласно самому распространённому сюжету (№ 219 и 222), живший с царицей царь как-то поехал по чужим землям, а в это время его отсутствия царица родила ему сына, о чём царь не знал. На обратном пути он в жаркий день, ощущая сильную жажду, царь попил воды из озера, чем прогневал Морского царя. Схватив царя за бороду, подводный владыка его отпустил только с обещанием того, что царь отдаст ему то, чего он дома не знает. Вернувшись домой у царице, царь тут же понял, чего он не знает — это его сын Иван-царевич. Когда царевич подрос, пришлось отдавать долг Морскому царю, и царь отправил его на озеро якобы искать перстень. Там мо́лодец встречает Бабу-ягу, которая рассказывает ему об истинных намерениях царя и о том, как ему избавится от казни Морского царя. Вскоре Иван-царевич увидел 13 голубиц, одна из которых была дочь Морского царя — Василиса Премудрая. Она помогла царевичу выполнить три трудных задания, который дал Морской царь, и стала Ивану-царевичу женой. Вскоре, заскучав по родному дому, Иван-царевич и Василиса Премудрая сбежали из морского царства. Морской владыка устроил за ними погоню, но мудрая царевна нашла способы, чтобы укрыться от преследования. Когда они добрались до родной земли, Иван-царевич на радостях забыл о своей законной жене, и уже собирался свататься к другой. В очередной раз рассудительная Василиса Премудрая послала к нему голубей — и он вспомнил свою любимую родную жену. С тех пор стали они жить-поживать да добра наживать.
Сказка говорит о том, что прежде чем что-то обещать, надо хорошо подумать. А если обещаешь, то долг платежом красен.